# Văn Tố Cần
Văn Tố Cần (12 tháng 2 năm 1867 - 5 tháng 10 năm 1919) hay còn gọi là Thất Muội (Kỳ Mỹ) là mẹ của nhà lãnh đạo Trung Quốc Mao Trạch Đông.

## Tiểu sử
Năm 1867, bà được sinh ra tại ao Thái Bình, Tứ Đô, Tương Hương, phủ Trường Sa, Hồ Nam（nay là khu Đường Gia Đà, thành phố Tương Hương), cha là Văn Chi Nghi (文芝仪), mẹ họ Hạ. Trong tờ khai lý lịch của Mao Trạch Đông, tên khai sinh của bà là Văn Tố Cần (文素勤), không phải là Văn Thất Muội hay Văn Kỳ Mỹ（文其美). Mẹ bà, bà Hạ sinh được hai con trai và ba con gái, con trai cả Văn Ngọc Thụy, con trai kế Văn Ngọc Khâm, con gái đầu làm dâu nhà họ Chung, cô con gái thứ hai kết hôn với người họ Vương, con gái út Thất Muội kết hôn với Mao Di Xương, nhà họ Mao ở Thiệu Sơn.
Năm 1919, bà đến Trường Sa để điều trị căn bệnh sưng hạch bạch huyết, sống tại nhà của Thái Hòa Sâm ở Lưu Gia Đài Tử, Hà Tây, Trường Sa, Hồ Nam. Vào ngày 5 tháng 10, bà qua đời vì căn bệnh này.